# Katerînivka, Petropavlivka
Katerînivka (în ucraineană Катеринівка) este un sat în comuna Petrivka din raionul Petropavlivka, regiunea Dnipropetrovsk, Ucraina.

## Demografie
Componența lingvistică a localității Katerînivka
     Ucraineană (91,86%)
     Rusă (8,14%)
Conform recensământului din 2001, majoritatea populației localității Katerînivka era vorbitoare de ucraineană (91,86%), existând în minoritate și vorbitori de rusă (8,14%).